# Heteronympha deervalensis
Heteronympha deervalensis är en fjärilsart som beskrevs av Burns 1946. Heteronympha deervalensis ingår i släktet Heteronympha och familjen praktfjärilar. Inga underarter finns listade i Catalogue of Life.